# Place du Manège (Charleroi)
Pour les articles homonymes, voir Place du Manège.
La place du Manège est un espace public de la ville de Charleroi, en Belgique. Elle doit son nom à l'ancienne présence d'un manège de cavalerie, construit à l'époque de la forteresse hollandaise, démolie en 1880.

## Galerie

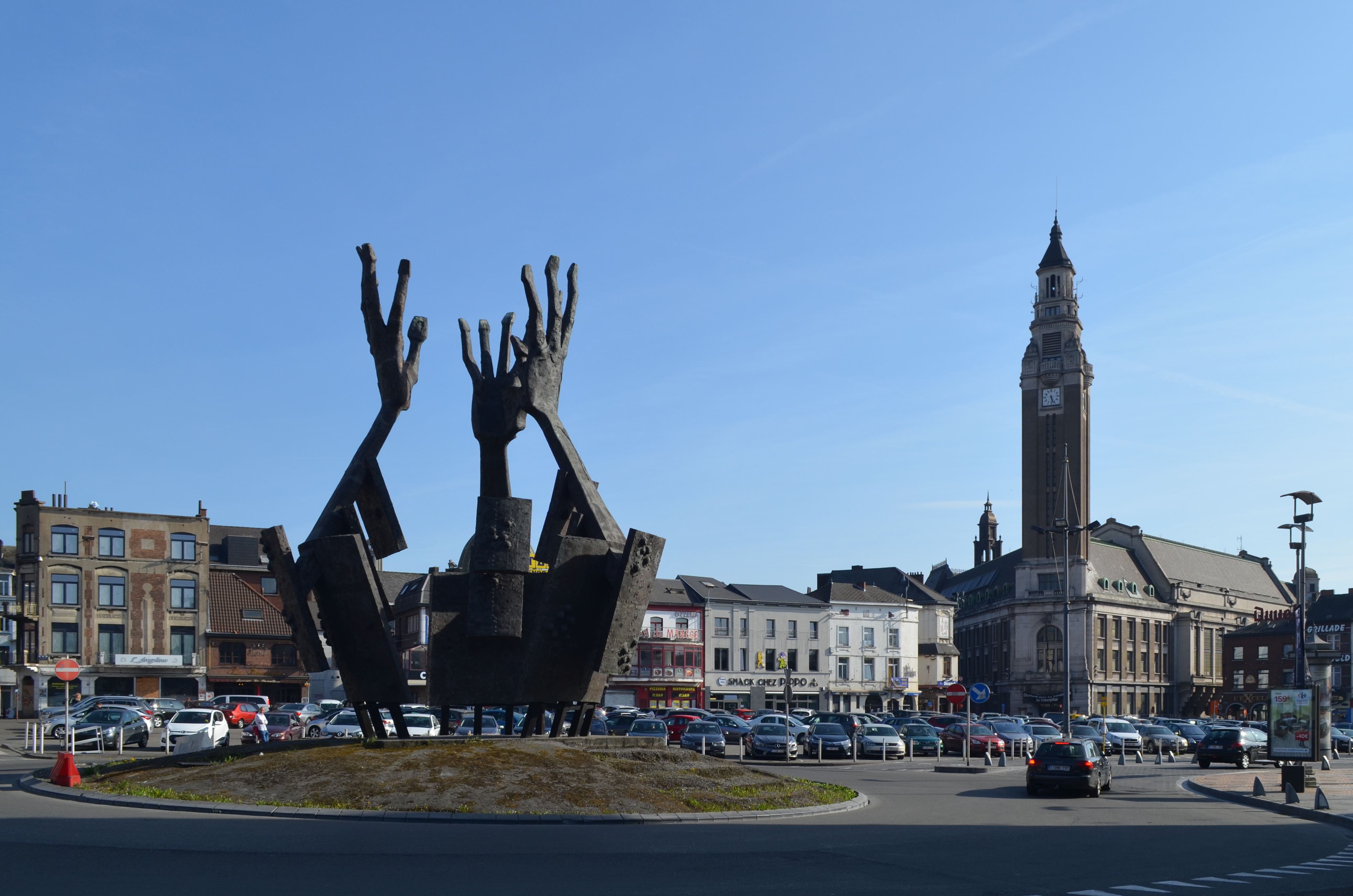
Vue depuis la gare des bus avant les travaux de 2021-2023.
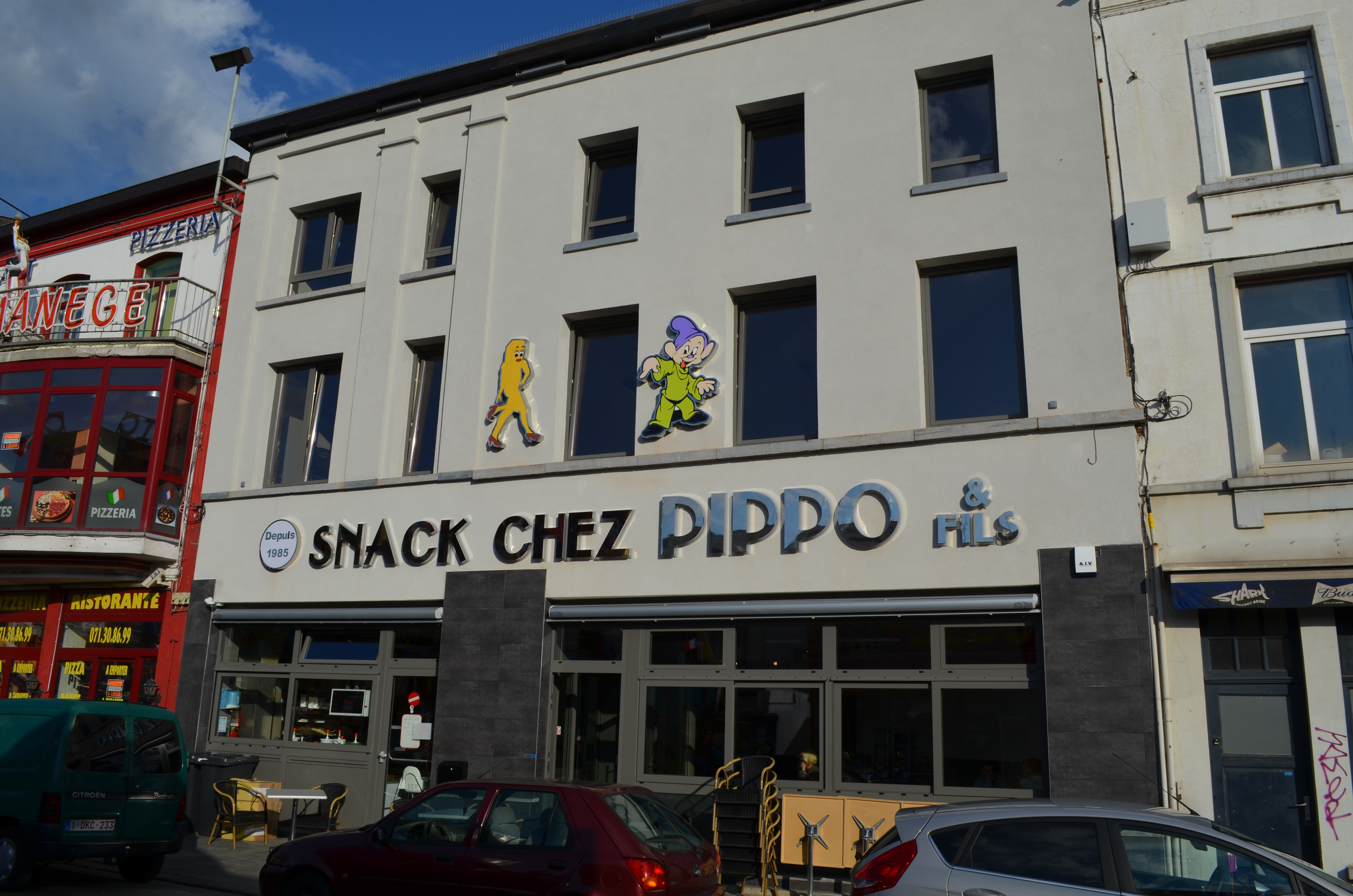
Snack-friterie « Chez Pippo & fils ».

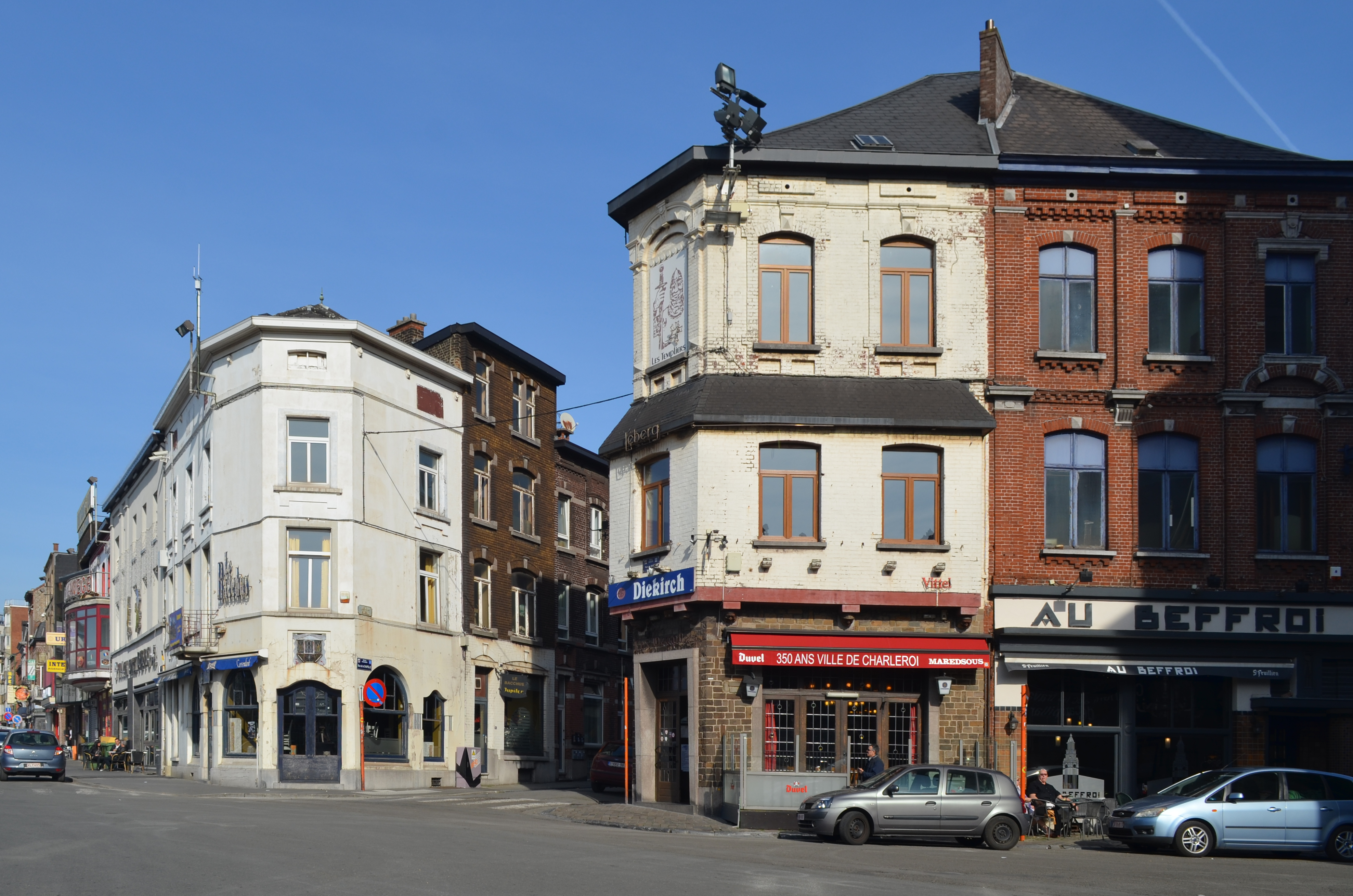
Tavernes « Le Bacchus », « Les Templiers » et « Au Beffroi ».
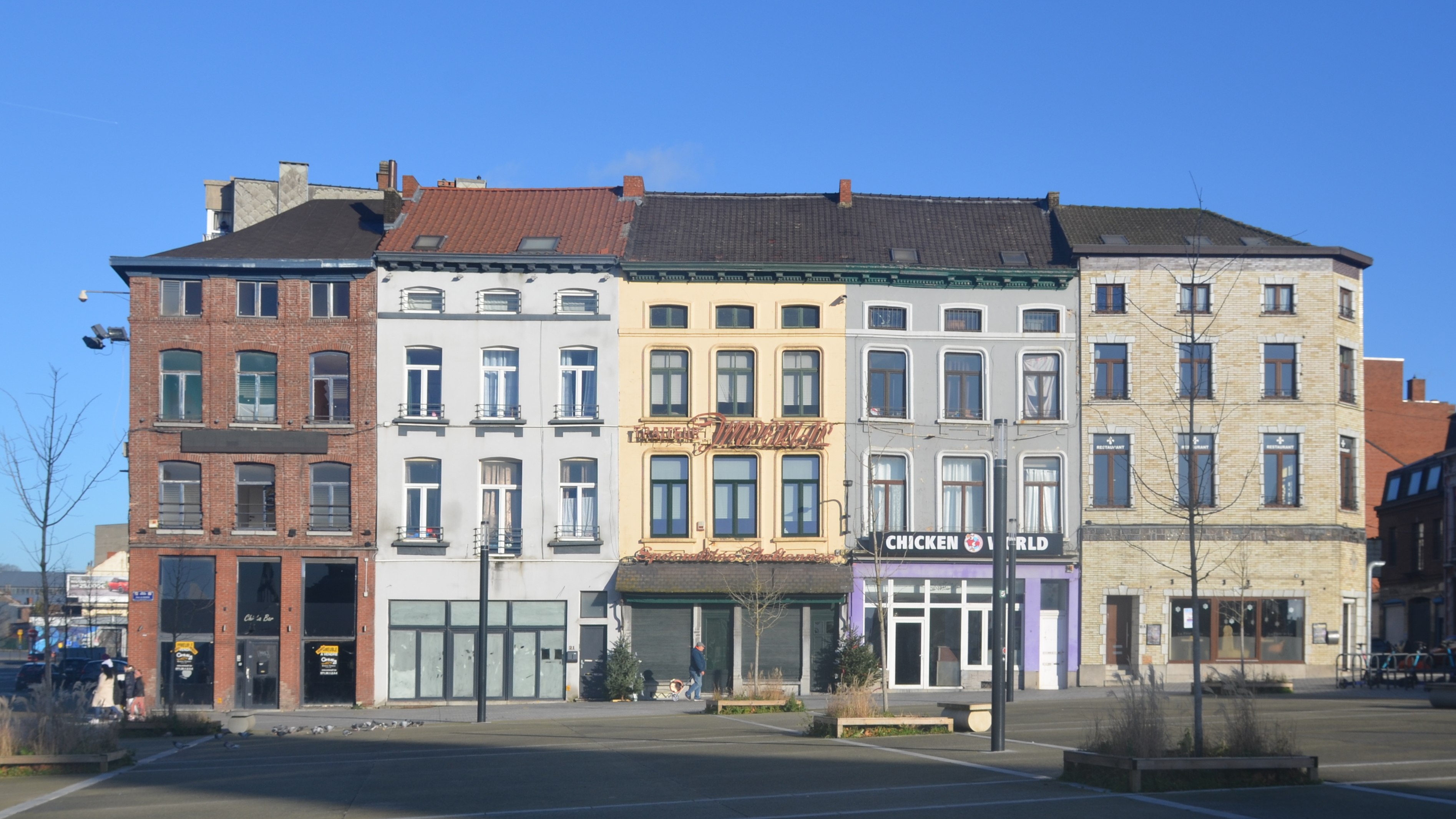
Côté nord avec au centre, l'« Impérial ». Fondé en 1945, c'est le plus ancien restaurant-traiteur du centre-ville de Charleroi[1].